# Меглос
Меглос (англ. Meglos) — вторая серия восемнадцатого сезона британского научно-фантастического телесериала «Доктор Кто», состоящая из четырёх эпизодов, которые были показаны в период с 27 сентября по 18 октября 1980 года.

## Сюжет
В звездной системе Прион всего два обитаемых мира: Золфа-Тура, пустынная планета с пятью гигантскими экранами, и Тигелла, где обитают две касты: ученые Саванты со старшим Дидриксом и религиозные фанатики Деоны под предводительством Лексы. Они поклоняются Додекаэдрону, двенадцатистороннему кристаллу, который считается подарком бога Ти. Саванты, однако, используют его энергию для обеспечения цивилизации. Напряжение растет, и Застор, лидер планеты, зовет своего старого друга Доктора на помощь, но по дороге ТАРДИС попадает в пузырь хроногистерезиса, заставляя путешественников повторять одни и те же действия вновь и вновь.
Виновником этого является кактусоподобное создание по имени Меглос, последний с Золфа-Туры. Тот нанимает банду космических пиратов, гацаков, чтобы украсть Додекаэдрон с Тигеллы и вернуть энергию на Золфа-Туру. Для этого он также принимает форму сначала похищенного землянина, а затем Доктора и прибывает на Тигеллу, где его приветствует Застор и просит осмотреть Додекаэдрон. Тем временем Доктор и Романа вырываются из пузыря и приземляются в джунглях Тигеллы. Доктор отправляется на поиски Застора, а Романа сначала натыкается на враждебную растительность, а затем на пиратов, от которых она сбегает.
Меглос крадёт Додекаэдрон и сбегает, а в краже обвиняют только что прибывшего настоящего Доктора. Начинается паника, и Лекса использует её для захвата власти. Застора и Дидрикса арестовывают и с савантами высылают на поверхность, а Доктора готовят к принесению в жертву Ти. Тем временем Романа проникает в город, а Меглоса из города вызволяют пираты, потеряв половину команды.
Доктор доказывает, что невиновен, и Лекса понимает свою ошибку, но её тут же убивает раненый пират. Доктор, Романа, девушка-савант Карис и Дидрикс вместе с K-9 летят на ТАРДИС за кораблем Меглоса.
Корабль прилетает на Золфа-Туру, и Меглос тут же устанавливает Додекаэдрон между Экранами. Додекаэдрон питает оружие, способное уничтожить планету, и капитану пиратов Грюггеру достается честь сделать первый выстрел. Тот выбирает Тигеллу.
Доктор пересобирает цепи оружия, а Меглос разъединяется с похищенным землянином, которого Доктор тут же забирает. ТАРДИС улетает, а Золфа-Тура взрывается вместе с пиратами, Меглосом и Додекаэдроном. Карис и Дидрикс возвращаются на Тигеллу, а Доктор и Романа отвозят землянина домой и получают сообщение, что Романа должна вернуться на Галлифрей.

## Производство
Роль Лексы исполнила Жаклин Хилл, ранее исполнявшая роль Барбары Райт, спутницы Первого Доктора.
В интервью[каком?] 2010 года сценарист Гарет Робертс рассказал, что злодеем в серии «Квартирант» планировалось сделать Меглоса, но от этой идеи позже отказались.
Во время создания серии в Музее Мадам Тюссо появились скульптуры Доктора и его двойника Меглоса. Таким образом Том Бейкер оказался единственным дважды представленным в музее.

## Трансляции и отзывы
| Эпизод            | Дата показа      | Продолжительность | Телезрители (в миллионах) |
| ----------------- | ---------------- | ----------------- | ------------------------- |
| «Часть 1»         | 27 сентября 1980 | 24:43             | 5,0                       |
| «Часть 2»         | 4 октября 1980   | 21:24             | 4,2                       |
| «Часть 3»         | 11 октября 1980  | 21:19             | 4,7                       |
| «Часть 4»         | 18 октября 1980  | 19:30             | 4,7                       |
| [ 2 ] [ 3 ] [ 4 ] |                  |                   |                           |